# جوان وينزل
جوان وينزل (من مواليد 24 نوفمبر 1953) هو عداء المسافات المتوسطة الكندية. شاركت في سباق 800 متر نساء في دورة الألعاب الأولمبية الصيفية لعام 1976 . 

## روابط خارجية
- جوان وينزل على موقع أوليمبيديا (الإنجليزية)